# مردم اولچ
مردم اولچ (به روسی:ульчи) مردم بومی خاور دور روسیه می‌باشند که به زبان تانگوسیک تکلم می‌کنند. بالغ بر ۹۰% مردمان اولچ در خاباروفسک روسیه زندگی می‌کنند. طبق آمار سال ۲۰۰۲ میلادی، ۲٬۹۱۳ اولچ در روسیه سکونت دارند. این آمار در سالهای مختلف به شرح زیر است:
- در ۱۹۸۹: ۳٬۱۷۳ نفر
- در ۱۹۷۹: ۲٬۴۹۴ نفر
- در ۱۹۷۰: ۲٬۴۱۰ نفر